# Bradamante
Bradamante est un personnage de fiction, héroïne de la littérature de la Renaissance italienne. Elle apparaît dans le Roland amoureux, de Matteo Maria Boiardo à la fin du XVe siècle et dans le poème épique Orlando furioso de Ludovico Ariosto au début du XVIe siècle ; elle est la sœur de Renaud de Montauban. 

## Profil
Bradamante est l'une des grandes héroïnes martiales de la littérature. Combattante aguerrie et vaillante chevaleresse, elle porte une lance magique qui désarçonne tous ceux qu'elle touche. Elle tombe amoureuse du prince sarrasin Roger et l'épouse lorsqu'il se convertit au christianisme.